# Greg Koukl
Gregory Koukl (10 de junio de 1950),conocido como Greg Koukl, es un apologeta cristiano, locutor de radio, autor, orador y el fundador de la organización cristiana de apologética Stand To Reason.[cita requerida]

## Educación y trabajo
Koukl recibió una maestría en filosofía de la religión y ética por el Talbot School of Theology, y también una maestría en apologética cristiana por el Simon Greenleaf School of Law.[cita requerida]
En 1993 Koukl fundó Stand To Reason, una organización dedicada a entrenar aquellos que comparten sus puntos de vista cristianos a defender su fe con "conocimiento, sabiduría y carácter". Stand To Reason produce un programa radiofónico semanal, podcasts de audio, artículos y materiales en vídeo, muchos disponibles en su sitio web. Stand To Reason patrocina viajes misioneros en los cuales los alumnos se encuentran con otros quienes tienen puntos de vista opuestos, por ejemplo mormones, ateos.[cita requerida]

## Libros
- Koukl, Gregory. Making Abortion Unthinkable: The Art of Pro-Life Persuasion. ISBN 978-1-930-83604-4
- Koukl, Gregory. Precious Unborn Human Persons. ISBN 978-0-967-35840-6
- Beckwith & Koukl. Relativism: Feet Firmly Planted in Mid-Air. ISBN 978-0-801-05806-6
- Koukl, Gregory. Tactics. ISBN 978-0-310-28292-1
- Koukl, Gregory. The Story of Reality: How the World Began, How It Ends, and Everything Important that Happens in Between. ISBN 978-0-310-52504-2

### Contribuciones a otros libros
- Koukl, Gregory. Capital Punishment: Is Man a Machine. Consultado 26 de junio de 2012.
- Beckwith, Craig, Moreland. To Everyone an Answer—A Case for the Christian Worldview. ISBN 978-0-830-82735-0